# Primera B Nacional 2011-2012
La Primera B Nacional 2011-2012 è stata la 26ª edizione del campionato argentino di calcio di seconda divisione. È iniziata il 6 agosto 2011 ed è terminata il 23 giugno 2012.

## Squadre partecipanti
| Club                    | Città                 |
| ----------------------- | --------------------- |
| Aldosivi                | Mar del Plata         |
| Almirante Brown         | Isidro Casanova       |
| Atlanta                 | Buenos Aires          |
| Atl. Tucumán            | San Miguel de Tucumán |
| Boca Unidos             | Corrientes            |
| Chacarita Juniors       | Buenos Aires          |
| Defensa y Justicia      | Florencio Varela      |
| Dep. Merlo              | Parque San Martín     |
| Desamparados            | San Juan              |
| Ferro Carril Oeste      | Buenos Aires          |
| Gimnasia (J)            | San Salvador de Jujuy |
| Gimnasia (LP)           | La Plata              |
| Guillermo Brown         | Puerto Madryn         |
| Huracán                 | Buenos Aires          |
| Independiente Rivadavia | Mendoza               |
| Instituto (C)           | Córdoba               |
| Patronato               | Paraná                |
| Quilmes                 | Quilmes               |
| River Plate             | Buenos Aires          |
| Rosario Central         | Rosario               |

## Classifica finale
|  | Pos. | Squadra                 | Pt | G  | V  | N  | P  | GF | GS | DR  |
|  | ---- | ----------------------- | -- | -- | -- | -- | -- | -- | -- | --- |
|  | 1.   | River Plate             | 73 | 38 | 20 | 13 | 5  | 66 | 28 | +38 |
|  | 2.   | Quilmes                 | 72 | 38 | 20 | 12 | 6  | 62 | 21 | +41 |
|  | 3.   | Instituto (C)           | 70 | 38 | 19 | 13 | 6  | 56 | 28 | +28 |
|  | 4.   | Rosario Central         | 69 | 38 | 20 | 9  | 9  | 49 | 33 | +16 |
|  | 5.   | Boca Unidos             | 57 | 38 | 16 | 9  | 13 | 55 | 48 | +7  |
|  | 6.   | Patronato               | 56 | 38 | 15 | 11 | 12 | 42 | 39 | +3  |
|  | 7.   | Ferro Carril Oeste      | 56 | 38 | 14 | 14 | 10 | 29 | 28 | +1  |
|  | 8.   | Almirante Brown         | 55 | 38 | 14 | 13 | 11 | 36 | 30 | +6  |
|  | 9.   | Gimnasia (LP)           | 54 | 38 | 14 | 12 | 12 | 38 | 33 | +5  |
|  | 10.  | Defensa y Justicia      | 54 | 38 | 14 | 12 | 12 | 50 | 50 | 0   |
|  | 11.  | Aldosivi                | 53 | 38 | 13 | 14 | 11 | 50 | 47 | +3  |
|  | 12.  | Huracán                 | 46 | 38 | 12 | 10 | 16 | 43 | 51 | −8  |
|  | 13.  | Independiente Rivadavia | 45 | 38 | 11 | 12 | 15 | 36 | 51 | −15 |
|  | 14.  | Dep. Merlo              | 43 | 38 | 10 | 13 | 15 | 28 | 38 | −10 |
|  | 15.  | Atl. Tucumán            | 42 | 38 | 11 | 9  | 18 | 33 | 48 | −15 |
|  | 16.  | Guillermo Brown         | 38 | 38 | 9  | 11 | 18 | 46 | 63 | −17 |
|  | 17.  | Desamparados            | 37 | 38 | 9  | 10 | 19 | 34 | 55 | −21 |
|  | 18.  | Gimnasia (J)            | 34 | 38 | 8  | 10 | 20 | 33 | 51 | −18 |
|  | 19.  | Atlanta                 | 34 | 38 | 6  | 16 | 16 | 28 | 50 | −22 |
|  | 20.  | Chacarita Juniors       | 33 | 38 | 6  | 15 | 17 | 24 | 46 | −22 |

Aggiornato al 23 giugno 2012. Fonte: AFA
      Promossa in Primera División 2012-2013.
  Ammesse ai play-off.

### Play-off promozione/retrocessione Primera División-Primera B Nacional
i 3° e i 4° classificati giocano contro i 17° e i 18° della classifica retrocessione della Primera División.
| Squadra 1       | Totale | Squadra 2       | Andata | Ritorno |
| --------------- | ------ | --------------- | ------ | ------- |
| Rosario Central | 0 - 0  | San Martín (SJ) | 0 - 0  | 0 - 0   |
| Instituto (C)   | 1 - 3  | San Lorenzo     | 0 - 2  | 1 - 1   |

### Retrocessioni
Le squadre con affiliazione diretta all'AFA, cioè quelle provenienti dalla città di Buenos Aires, dalla sua area metropolitana e dalla città di Rosario, vengono retrocesse in Primera B Metropolitana, mentre quelle con affiliazione indiretta vengono relegate nel Torneo Argentino A. La 17ª e la 18ª classificata affrontano le vincitrici del torneo Reducido delle due categorie inferiori per l'eventuale retrocessione.
Le due squadre con il peggior promedio retrocedono nel torneo corrispondente alla propria affiliazione.
| Pos. | Club                    | 2009-10 | 2010-11 | 2011-12 | Totale | Giocate | Media | Affiliazione |
| ---- | ----------------------- | ------- | ------- | ------- | ------ | ------- | ----- | ------------ |
| 1.   | River Plate             | —       | —       | 73      | 73     | 38      | 1.921 | Diretta      |
| 2.   | Quilmes                 | 64      | —       | 72      | 136    | 76      | 1.789 | Diretta      |
| 3.   | Instituto (C)           | 60      | 51      | 70      | 181    | 114     | 1.588 | Indiretta    |
| 4.   | Rosario Central         | —       | 50      | 69      | 119    | 76      | 1.566 | Diretta      |
| 5.   | Gimnasia (LP)           | —       | —       | 54      | 54     | 38      | 1.421 | Diretta      |
| 6.   | Almirante Brown         | —       | 52      | 55      | 107    | 76      | 1.408 | Diretta      |
| 7.   | Patronato               | —       | 50      | 56      | 106    | 76      | 1.395 | Indiretta    |
| 8.   | Boca Unidos             | 48      | 52      | 57      | 157    | 114     | 1.377 | Indiretta    |
| 9.   | Ferro Carril Oeste      | 48      | 52      | 57      | 157    | 114     | 1.377 | Diretta      |
| 10.  | Defensa y Justicia      | 52      | 43      | 54      | 149    | 114     | 1.307 | Diretta      |
| 11.  | Aldosivi                | 42      | 52      | 53      | 147    | 114     | 1.289 | Indiretta    |
| 12.  | Gimnasia (J)            | 54      | 54      | 34      | 142    | 114     | 1.246 | Indiretta    |
| 13.  | Dep. Merlo              | 46      | 51      | 43      | 140    | 114     | 1.228 | Diretta      |
| 14.  | Atl. Tucumán            | —       | 51      | 42      | 93     | 76      | 1.224 | Indiretta    |
| 15.  | Huracán                 | —       | —       | 46      | 46     | 38      | 1.211 | Diretta      |
| 16.  | Independiente Rivadavia | 47      | 40      | 45      | 132    | 114     | 1.158 | Indiretta    |
| 17.  | Chacarita Juniors       | —       | 44      | 32      | 76     | 76      | 1.000 | Diretta      |
| 18.  | Guillermo Brown         | —       | —       | 38      | 38     | 38      | 1.000 | Indiretta    |
| 19.  | Desamparados            | —       | —       | 37      | 37     | 38      | 0.974 | Indiretta    |
| 20.  | Atlanta                 | —       | —       | 34      | 34     | 38      | 0.895 | Diretta      |

Aggiornato al 23 giugno 2012. Fonte: AFA

### Play-off retrocessione
| Squadra 1     | Totale | Squadra 2         | Andata | Ritorno |
| ------------- | ------ | ----------------- | ------ | ------- |
| Nueva Chicago | 2 - 1  | Chacarita Juniors | 1 - 0  | 1 - 1   |
| Crucero (M)   | 1 - 0  | Guillermo Brown   | 0 - 0  | 1 - 0   |